# Церенок, Никита Олегович
Ники́та Оле́гович Церено́к (27 июля 1993 года, Щелково) — российский хоккеист, защитник.

## Карьера
Воспитанник московской школы хоккея («Серебряные Акулы»).
В сезоне 2010/11 дебютировал в МХЛ в составе «Серебряных Львов». В 24 играх забил одну шайбу и сделал одну результатитивную передачу.
Сезон 2011/12 года провёл в клубе ЦСК ВВС из первой лиги. В 57 играх набрал 5+14 очков.
С 2013 года - в системе ХК «Ак Барс». Выступая за «Барс» в МХЛ, провёл 63 игры, набрав 3+14 очков.
С сезона 2013/14 выступал в ХК «Барыс» и его фарм-клубе. За ХК «Снежные Барсы» провёл 53 игры в МХЛ, отметился 3 шайбами и 20 передачами.
В составе «Барыса» провёл 36 игр.
Участник матча Всех Звёзд МХЛ 2013/14 года.